# 主教芋螺
主教芋螺（学名：Conus episcopus），是新腹足目芋螺科芋螺属的一种。主要分布于马来西亚、印度尼西亚、中国大陆、台湾，常栖息在低潮线以下。
有意見認為該物種與是同種異名。